# Araneometa
Genre
Araneometa est un genre fossile d'araignées aranéomorphes de la famille des Araneidae.

## Distribution
Les espèces de ce genre ont été découvertes dans de l'ambre de la République dominicaine. Elles datent du Néogène.

## Liste des espèces
Selon The World Spider Catalog 16.5 :
- †Araneometa excelsa Wunderlich, 1988
- †Araneometa herrlingi Wunderlich, 1988
- †Araneometa spirembolus Wunderlich, 1988

## Publication originale
- (en) Wunderlich, 1988 : Die fossilen Spinnen im dominikanischen Bernstein. Beiträge zur Araneologie, vol. 2, p. 1–378.